# Barthélemy des Martyrs
Pour les articles homonymes, voir Barthélemy, Bartolomeu et Saint Barthélemy.
Barthélemy des Martyrs (mai 1514 - 16 juillet 1590), ou Bartolomeu Fernandes dos Martires, né à Lisbonne, fut archevêque émérite de Braga au Portugal. C'est un saint catholique fêté le 16 juillet, localement le 18 juillet.

## Biographie
Barthélémy est né le 3 mai 1514 à Lisbonne. Il est baptisé dans l'église de Notre-Dame-des-Martyrs, d'où il reprendra son nom en religion, et il entre chez les dominicains à l'age de 15 ans. Durant ses études, il est remarqué pour ses aptitudes intellectuelles. Il est un disciple du théologien Louis de Grenade,
. A l'issue de sa formation en 1538, il est nommé professeur dans les couvents de Lisbonne et d'Évora, puis il devint prieur du couvent de Benfica à Lisbonne.
Il est nommé en 1559 archevêque de Braga. Durant sa mission pastorale, il visite les 1 400 paroisses de son diocèse. Il distribue ses biens aux pauvres, ce qui lui vaudra la reconnaissance de la population qui le surnomme « le saint archevêque, père des pauvres et des infirmes ». Il crée également des écoles de théologie morale. Pour la formation intellectuelle, il rédige 32 ouvrages de doctrine, dont un catéchisme destiné à l'évangélisation du peuple. En 1560, il confie aux Jésuites les études publiques  pour répondre aux besoins de formation et d'évangélisation. Ce sera l'origine de la création du Collège Saint-Paul.
Il participe au Concile de Trente dont il est une voix importante. A l'issue, il s'applique à mettre en place les décisions du concile et promeut un synode diocésain et met en place un séminaire,,.
Après 23 ans de service au sein du diocèse, en 1582, âgé et épuisé, il se démet de son évêché pour retourner au couvent de Sainte Croix, à Viana do Castelo, et y mourir en 1590 en odeur de sainteté. A sa mort, il est très vite vénéré comme Saint par la population,,,.

## Béatification et canonisation

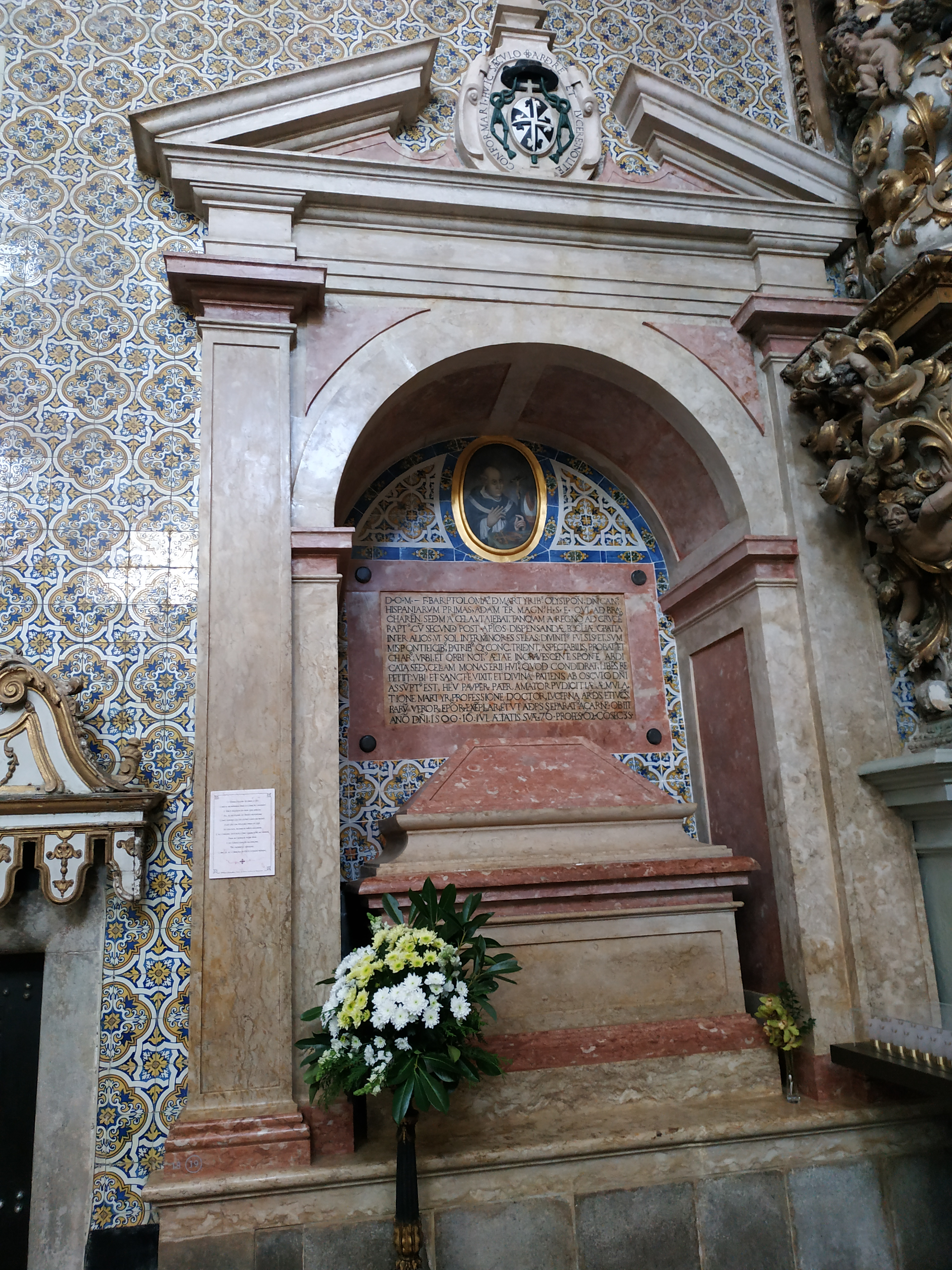
Tombe du saint à Viana.

Le processus de béatification est initié en 1643. Il est déclaré vénérable par le pape Grégoire XVI le 23 mars 1845.
Il est béatifié le 4 novembre 2001 par Jean-Paul II,, le jour ou l'Église catholique fait mémoire de saint Charles Borromée qui, comme lui, s'est consacré assidûment à mettre en pratique les décisions du Concile de Trente.
A la demande de l'évêque de Braga, il est ensuite canonisé avec dispense de miracle (canonisation équipolente) le 5 juillet 2019 par le pape François, et sa mémoire liturgique est célébrée le 16 juillet, mais localement au 18 juillet (car le 16 juillet il y a la fête de Notre-Dame du Mont-Carmel qui entre en concurrence),,.
La dépouille mortelle est vénérée dans l'église du couvent de Saint Dominique à Viana do Castelo.

## Publications
Il a laissé au total 32 ouvrages parmi lesquels : 
- un Compendium spritualis doctrinae (Lisbonne, 1582), traduit en 1699 par Antoine Godeau sous le titre de Maximes de la vie spirituelle
- le Stimulus pastorum ou Devoirs et Vertus des évêques (Rome, 1564) traduit en français par Guillaume de Mello, 1672. Cet ouvrage qui traite de la mission pastorale des évêques, a été réédité lors du Concile Vatican I puis du Concile Vatican II et distribué aux évêques à cette occasion[2],[4].
- le « Catéchisme ou doctrine chrétienne et pratiques spirituelles », qui sera réédité de nombreuses fois, l'année 1962 voyant sa quinzième édition[4].

Au XVIIe siècle, le dominicain Lemaistre de Sacy écrit sa biographie.